# Mega Urban Region
MUR, Mega Urban Region, begrepp för storstadsregioner som bildas när städer får en mycket stor befolkning.
- Tokyo-Osaka-Kyoto-Kobe-Nagoya
- Hongkong-Shenzhen-Guangzhou
- Java
- Bangkok
- Manila
- Peking